# Воронцово (Кролевецкий район)
Воронцово (укр. Воронцове) — село,
Гречкинский сельский совет,
Кролевецкий район,
Сумская область,
Украина.
Код КОАТУУ — 5922682203. Население по переписи 2001 года составляло 79 человек .

## Географическое положение
Село Воронцово находится в 3-х км от левого берега реки Эсмань,
примыкает к селу Шлях.
Село окружено большим лесным массивом (сосна).
Рядом проходят автомобильная дорога Т-1907 и
железная доога, станция Пиротчино в 1,5 км.